# Iglesia de Santa Marina (Cañaveral)
La iglesia de Santa Marina es un templo parroquial católico ubicado en el municipio español de Cañaveral, en la provincia de Cáceres.
El edificio data de los siglos XIV y XVI y sirve de parroquia a la villa capital del municipio, perteneciendo a la diócesis de Coria-Cáceres. Se ubica en la zona suroccidental de la villa, con el lado del evangelio en la calle Real y junto a la casa consistorial del municipio. Su parcela catastral abarca una superficie construida de 493 m².

## Historia y descripción
Es una iglesia de finales de la Edad Media, reparada en el siglo XVI. La parte más antigua es la nave, cuya estructura original data del siglo XIV, mientras que proceden del primer cuarto del siglo XVI la cabecera, la sacristía y el campanario.
La fábrica es de sillería granítica, con estribos, cornisa y coronamiento de bolas herrerianas. Carácter más viejo tienen sus portadas, que son góticas con arquivoltas, en arco de medio punto la principal del imafronte y en arco apuntado una segunda en el lado de la epístola. Sobre la portada principal hay un ajimez de arquillos apuntados dentro de otro de medio punto. Las hojas de la puerta conservan sus claves antiguas lobuladas. La torre, colocada en el lado del evangelio cerca de la cabecera, es cuadrada y sin más moldura que la de una faja de bolas. En su parte alta hay en cada lado un arco de medio punto destinado a vano para campanas y en cada uno de sus ángulos un pináculo por coronamiento, culminando la estructura una espadaña y dos relojes.

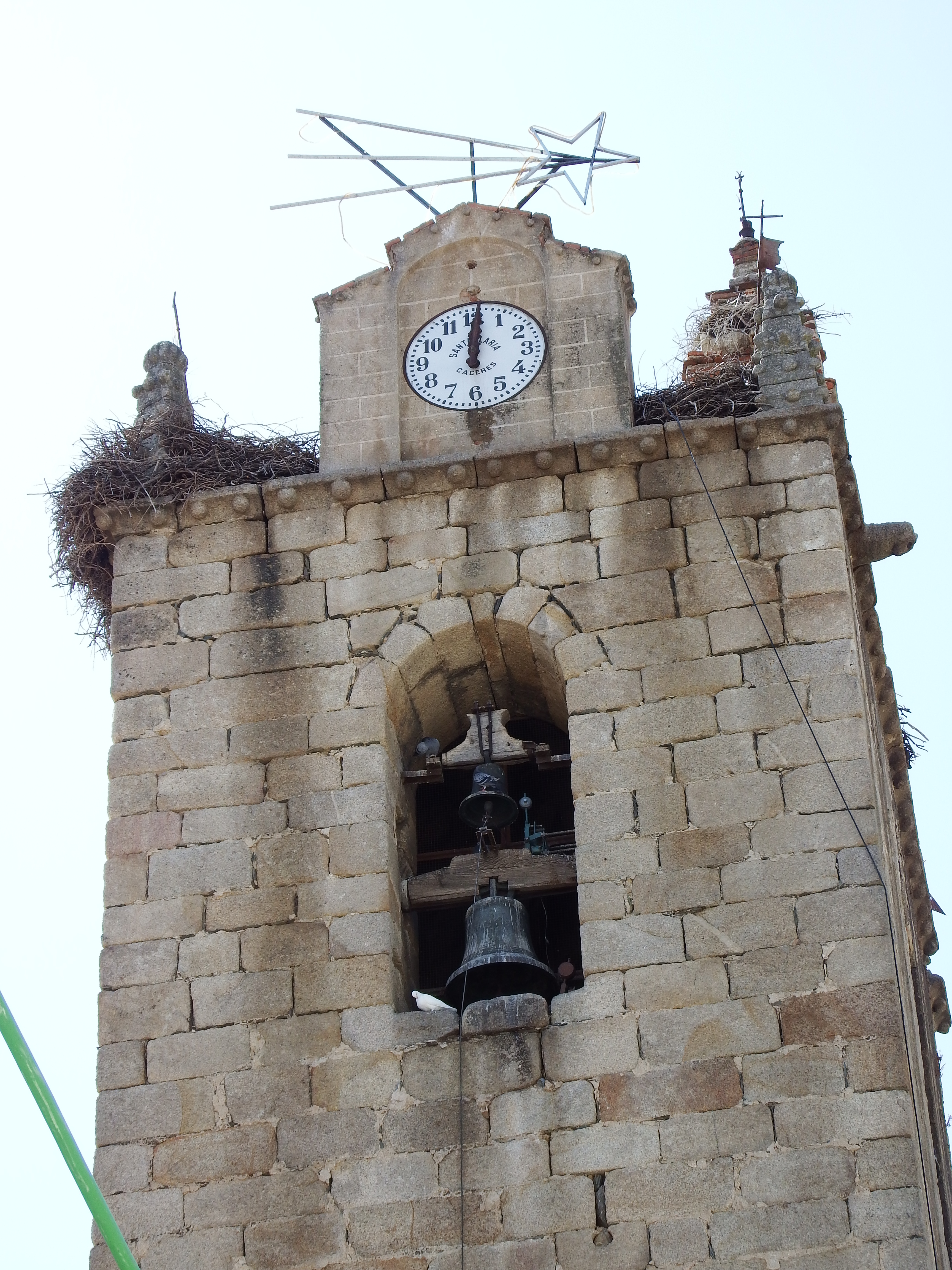
Detalle del campanario

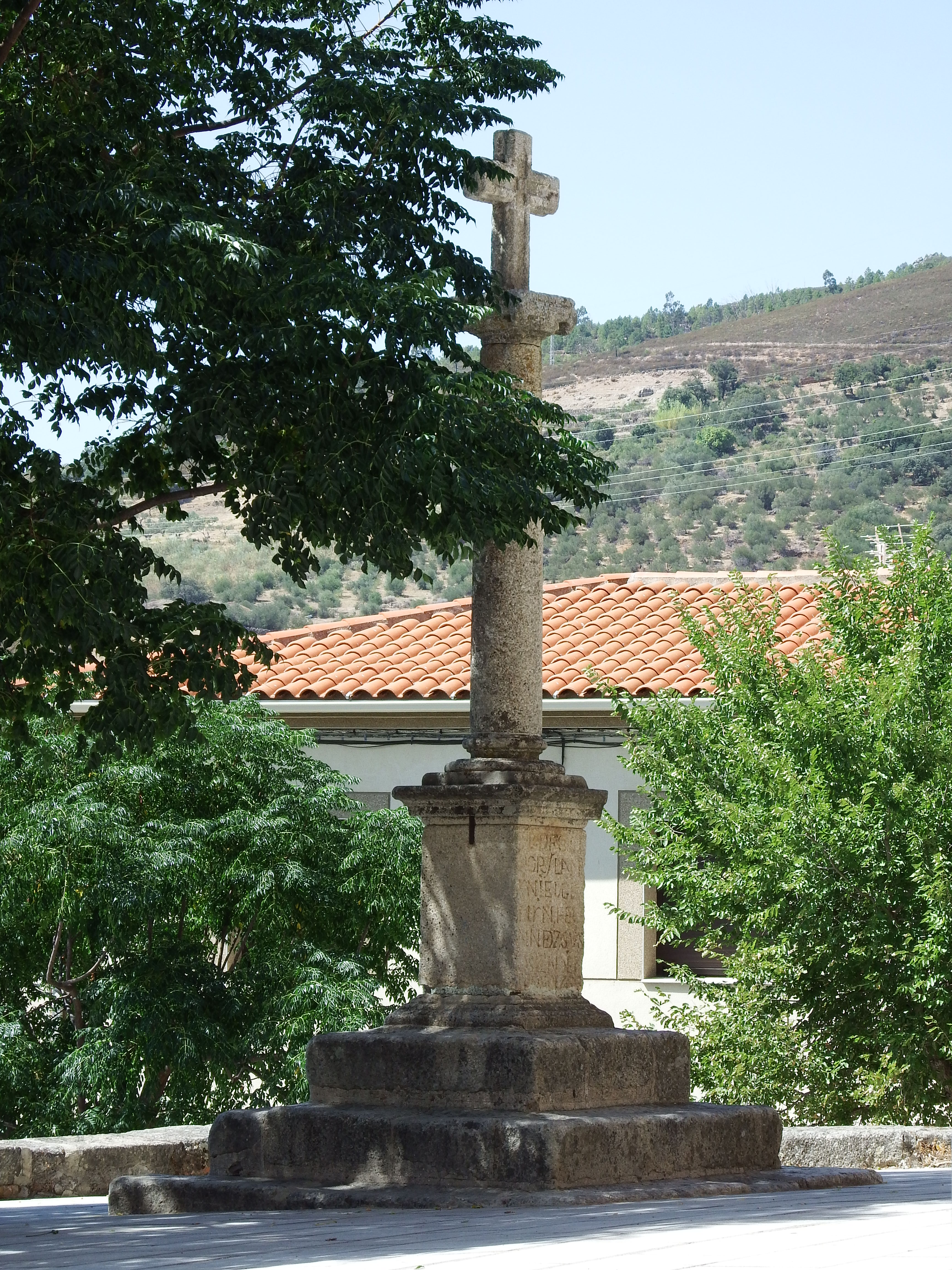
Crucero en el atrio frente al imafronte

El interior es de una nave con bóveda de cañón apuntado, de cantería, dividida por arcos en cuatro tramos y cabecera, más estrecha, de planta cuadrada, con bóveda de crucería formada por terceletes. También la sacristía, ubicada en el lado del evangelio a la altura de la cabecera, cuenta con una bóveda de crucería de dos tramos. El púlpito es de piedra, poligonal, con escudo liso y cruz, sustentado por una columna. En los pies del templo hay un coro alto de madera sostenido por un arco rebajado de piedra.
El retablo mayor es de talla dorada, barroco del segundo tercio del siglo XVIII; se estructura en tres calles y cuenta con imágenes de Santa Marina, San Pedro, San Andrés, Santa María y San Juan, todo ello coronado por una imagen de Cristo crucificado. Barrocos son también los colaterales: el del evangelio, con columnas salomónicas y detalles que permiten reputarle anterior al primero, data posiblemente de finales del siglo XVII o principios del XVIII y cuenta con un lienzo en lo alto, representativo de San José en figura de medio cuerpo y con el Niño, pintura estimable; la hornacina de este retablo alberga una imagen de San Antonio. Por su parte, el retablo del lado de la epístola es más clásico y data del siglo XVII, con imágenes de Cristo muerto en la predela, Nuestra Señora de los Dolores en la hornacina central y San Blas en la parte superior.
Otros elementos destacables son frontales de azulejos de Talavera, un Cristo crucificado de gran tamaño del siglo XVII albergado en la sacristía, otro Cristo crucificado de pequeño tamaño del siglo XVI e imágenes de San Francisco y Santo Domingo del siglo XVII. Entre la platería destacan tres cálices de los siglos XVII-XVIII y una custodia de la primera mitad del siglo XVII.
Frente a la portada principal hay un pequeño atrio que salva el desnivel de la calle, que en este lado inicia una importante bajada. En este atrio hay un crucero apoyado en tres gradas cuadrangulares, formado por una basa casi cúbica, un fuste cilíndrico y liso y un capitel con volutas sobre el que se sostiene una pequeña cruz. En la basa hay una inscripción fechada en 1766. En el exterior de la iglesia, en el lado de la epístola, hay además un busto dedicado a Benito García Díaz, párroco de la villa entre 1938 y 1972, y una placa en recuerdo a veinte vecinos de la villa que murieron en la guerra civil española.

## Uso actual
El templo pertenece a la diócesis de Coria-Cáceres, dentro de la cual es sede de una parroquia en el arciprestazgo de Coria. Tiene como anejos aquellos templos del municipio que no pertenecieron a las villas de Arco y Grimaldo, agregadas a Cañaveral en el siglo XX: según el diccionario de Madoz de mediados del siglo XIX, pertenecían a esta parroquia tres ermitas ubicadas en la villa y dedicadas al Santo Cristo, Nuestra Señora de la Consolación y San Roque, así como las ermitas de Nuestra Señora de Cabezón y San Benito en el término municipal. Estas cinco ermitas siguen existiendo actualmente, pero la de la Consolación está desacralizada y ha pasado a ser un teatro. Las ermitas de San Cristóbal y San José, ubicadas en el entorno del poblado ferroviario de la estación de Cañaveral, se añadieron en el siglo XX.
No pertenece a esta parroquia la iglesia de la Inmaculada Concepción de Grimaldo, al ser la sede de una parroquia de la vecina diócesis de Plasencia, ya que desde la época medieval se marca el límite entre ambas diócesis en la Vía de la Plata. Por su parte, la iglesia de Nuestra Señora de la Asunción de Arco, antiguamente vinculada a la Orden de Alcántara, por motivos históricos tampoco se considera una ermita; actualmente este templo está a cargo de la Asociación de Amigos de Villa del Arco, una asociación formada por casi doscientos antiguos habitantes y descendientes de la villa.